# Synodontis alberti
Synodontis alberti, Albert's syno, bigspotted squeaker, hay high-fin synodontis là tên của một loài cá da trơn thuộc họ Mochokidae có nguồn gốc từ lưu vực sông Congo ở Cameroon, Cộng hòa Dân chủ Congo và Cộng hòa Congo. Nó được mô tả lần đầu tiên vào năm 1891 bởi nhà ngư học người Bỉ Louise Schilthuis sau khi phát hiện ra nó trong hồ Malebo của sông Congo.
Con non màu xám đến nâu và được bao phủ bởi những đốm đen nhỏ. Ở con cái khi trưởng thành, những đốm của nó và màu cơ thể mờ đi và chuyển sang màu nâu hơi xám. Còn con đực khi trưởng thành thì vẫn giữ nguyên được hình dạng của nó.
Giống như các thành viên khác của chi, loài cá này có xương nhọn gắn vào phần "nắp" đầu cứng trên đầu và vươn rộng ra ngoài khi mở mang. Do cái xương nhọn này nên khi chúng vướng phải bao nilon hay lưới đánh cá thì sẽ rất khó để di chuyển. Tia đầu tiên của vây lưng và vây ngực thì cứng và răng cưa. Vây đuôi tách ra làm hai hướng. Ở độ tuổi khác nhau thì vây lưng và vây đuôi sẽ có độ dài khác nhau. Ngoài ra, răng của nó thì có hình nón ở hàm trên, ở hàm dưới thì răng có hình chữ S và có thể di chuyển được. Chúng có ba cặp râu, một cặp rất dài, hai cặp còn lại thì không dài như cặp kia nhưng chúng phân nhánh.
Loài này có thể phát triển đến kích thước là 16 cm (6,3 in) nhưng trường hợp loài này đạt đến 20,3 cm (8,0) khi ở trong tự nhiên thì đã được ghi nhận.
Trong tự nhiên, loài sống trong vùng nước nhiệt đới với nhiệt độ từ 23 đến 27 °C (73 đến 81 °F), độ pH 6.0 - 8.0, và dải dH từ 4-25.
Thức ăn trong tự nhiên của nó bao gồm tảo ở đáy, cỏ dại, côn trùng và giun.
Trong thương mại, loài này được bán để làm cá cảnh.